# Südseedrossel
|  | Dieser Artikel wurde aufgrund von formalen oder inhaltlichen Mängeln in der Qualitätssicherung Biologie zur Verbesserung eingetragen. Dies geschieht, um die Qualität der Biologie-Artikel auf ein akzeptables Niveau zu bringen. Bitte hilf mit, diesen Artikel zu verbessern! Artikel, die nicht signifikant verbessert werden, können gegebenenfalls gelöscht werden. Lies dazu auch die näheren Informationen in den Mindestanforderungen an Biologie-Artikel. |

Die Südseedrossel (Turdus poliocephalus) ist ein 23–26 Zentimeter großer Vertreter der Familie der Drosseln.

## Aussehen
Die Art ist je nach Verbreitungsgebiet sehr unterschiedlich gefärbt. Die Unterart (Turdus poliocephalus papuensis) ist völlig schwarz und hat einen orangen Schnabel und orange Beine. Die Unterart (Turdus poliocephalus niveiceps) hat einen weißen Kopf, der Bauch ist bräunlich. Der Rücken und der Schwanz sind schwarz gefärbt. Der Schnabel und die Beine sind gelb. Männchen und Weibchen sind gleich gefärbt, wobei das Gefieder des Männchens kräftiger gefärbt ist.

## Verbreitung und Lebensraum
Diese Vogelart kommt auf der Weihnachtsinsel, der Insel Taiwan, in Indonesien, Neukaledonien, auf der Inselgruppe Melanesien und weiteren Pazifikinseln bis nach Samoa und Fidschi vor. Dort bewohnt die Südseedrossel Regenwälder, Waldränder und Lichtungen. Auf der Insel Neuguinea ist sie im Gebirge über der Baumgrenze in einer Höhe von 2300 bis 4000 Metern anzutreffen. Auf Viti Levu kommt sie in allen Höhenlagen von der Meeresküste bis zu den Berggipfeln in einer Höhe von 1000 Metern vor. Auch auf flachen Koralleninseln ist sie anzutreffen.

### Unterarten
Es werden ca. 50 Unterarten unterschieden. Diese weisen meist nur sehr geringe Abstufungen in der Farbe des Gefieders auf.
| Unterart                       | Verbreitung   |
| ------------------------------ | ------------- |
| Turdus poliocephalus layardi   | Viti Levu     |
| Turdus poliocephalus papuensis | Fidschiinseln |

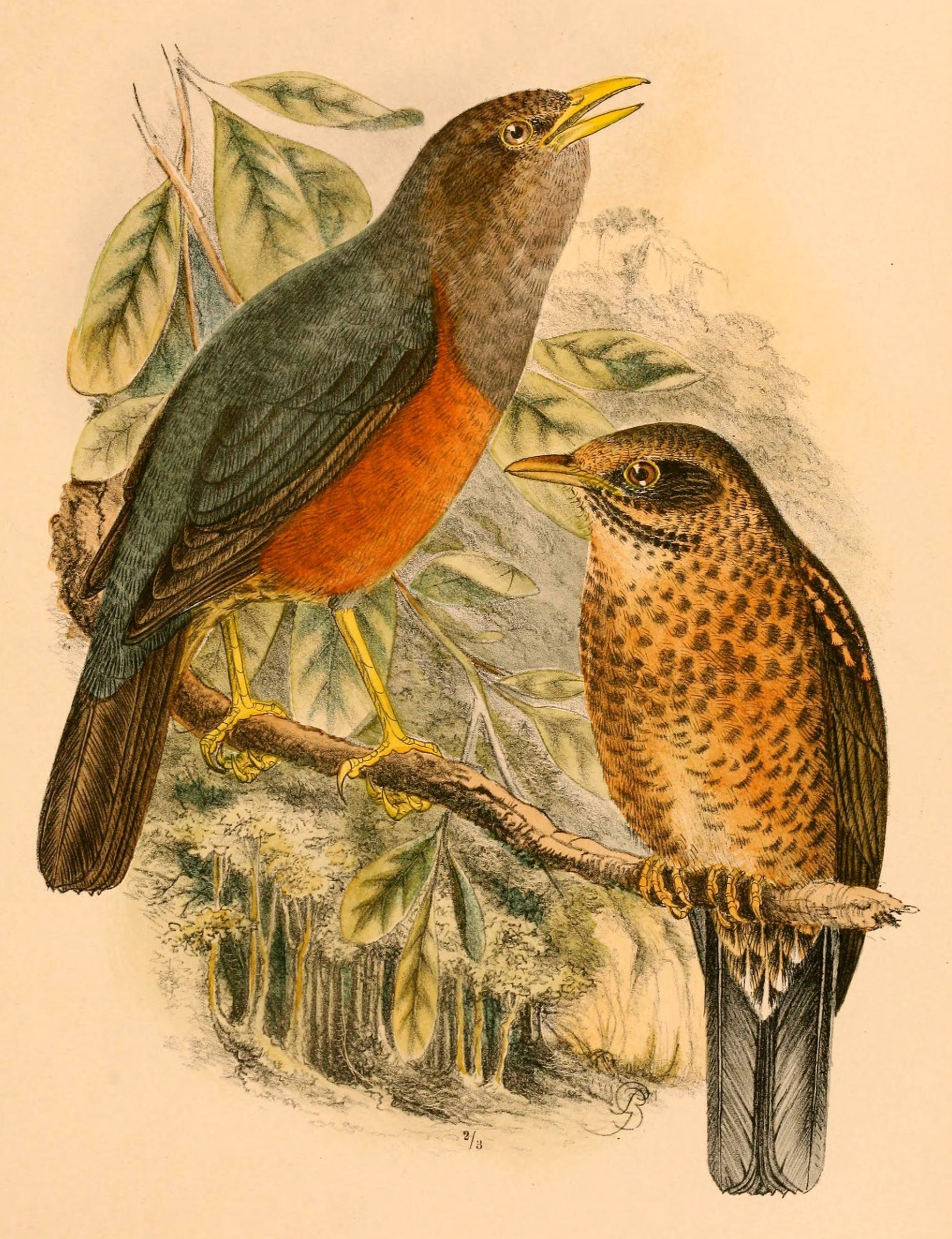
Turdus poliocephalus celebensis Verbreitung: Neuguinea
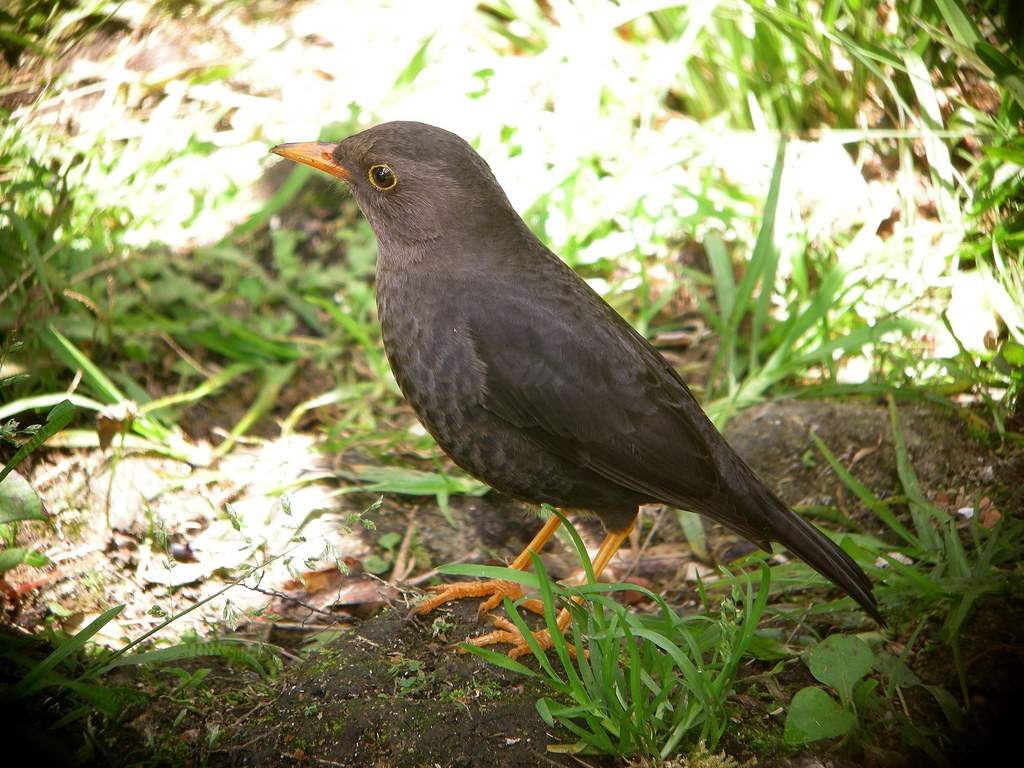
Turdus poliocephalus carbonarius Verbreitung: Papua-Neuguinea
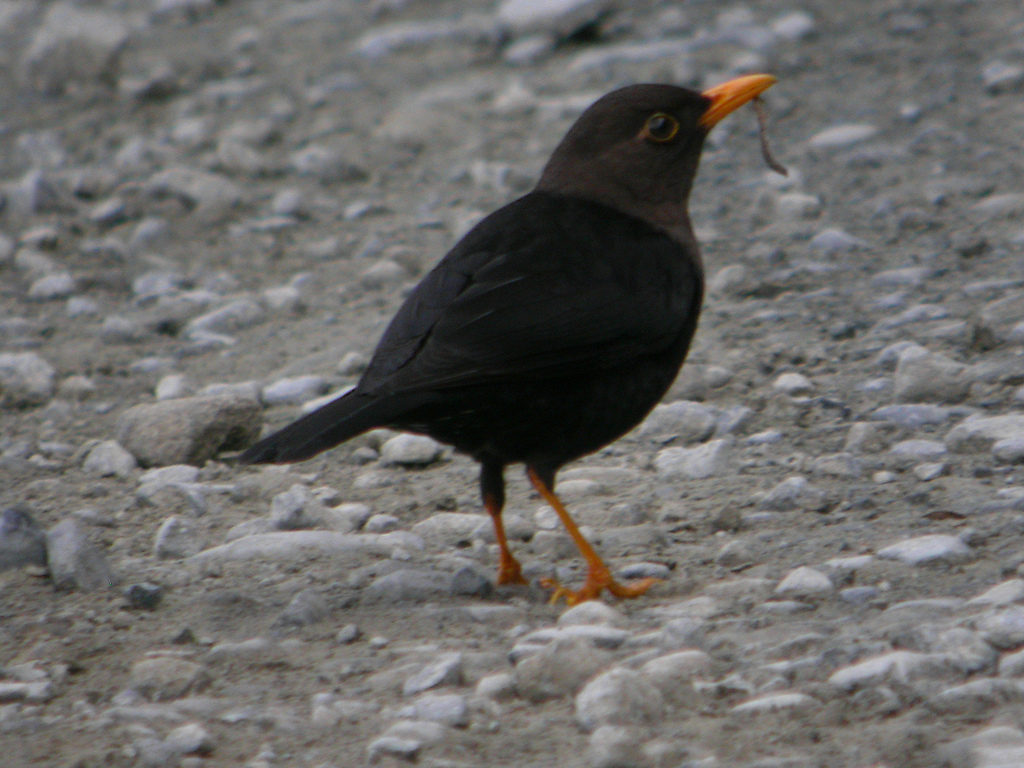
Turdus poliocephalus thomassoni Verbreitung: Luzon
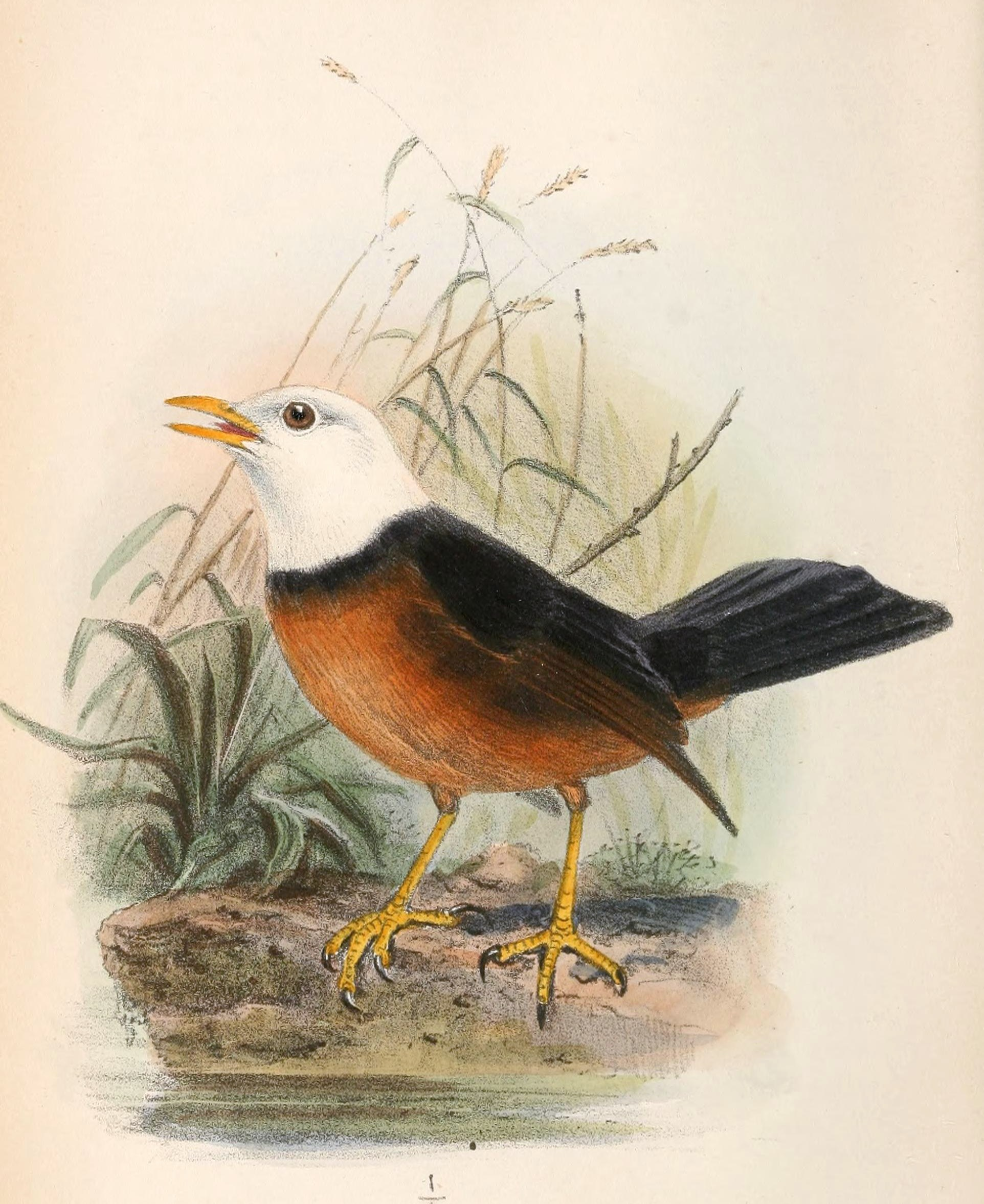
Turdus poliocephalus niveiceps Verbreitung: Taiwan
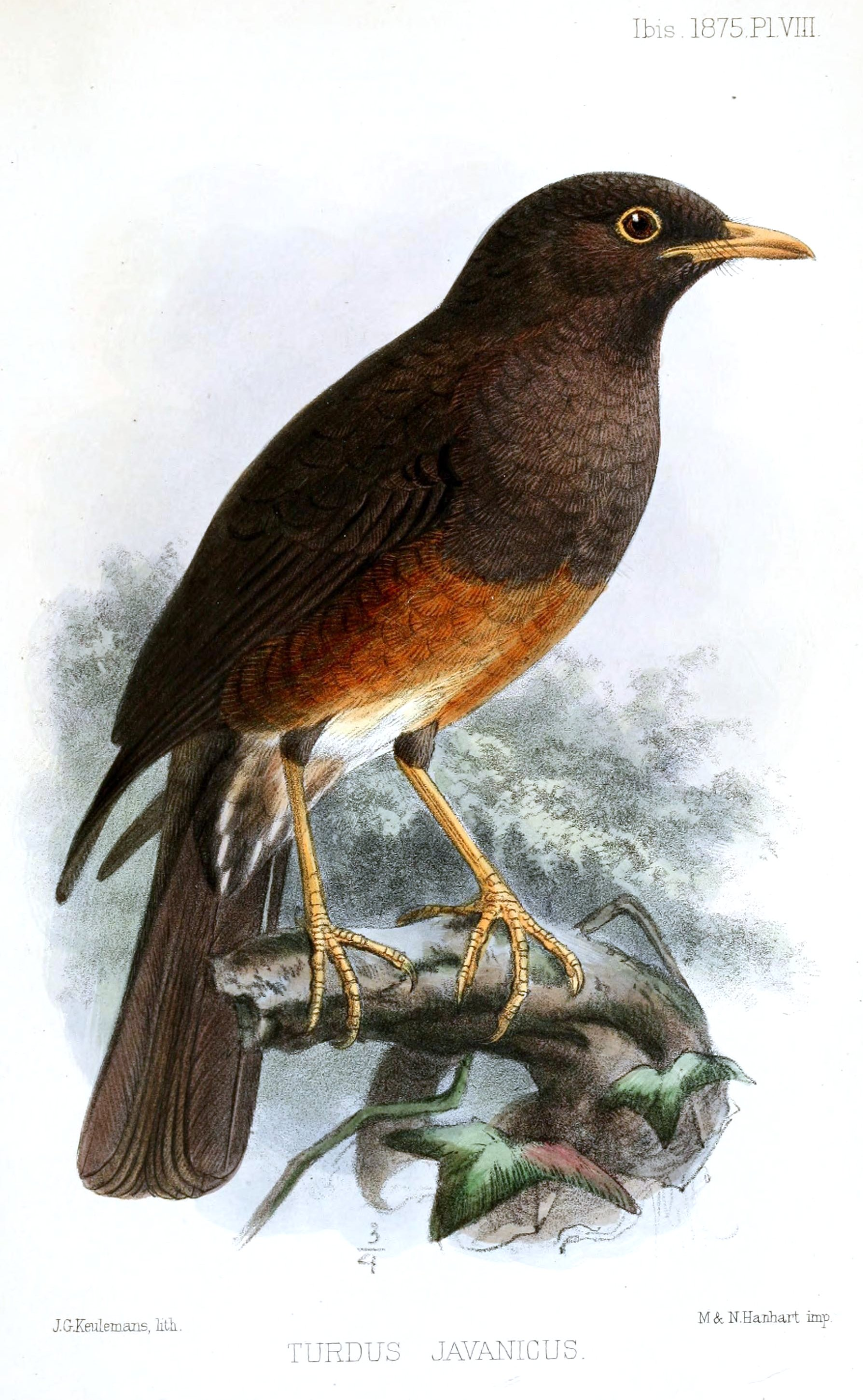
Turdus poliocephalus javanicus Verbreitung: Java
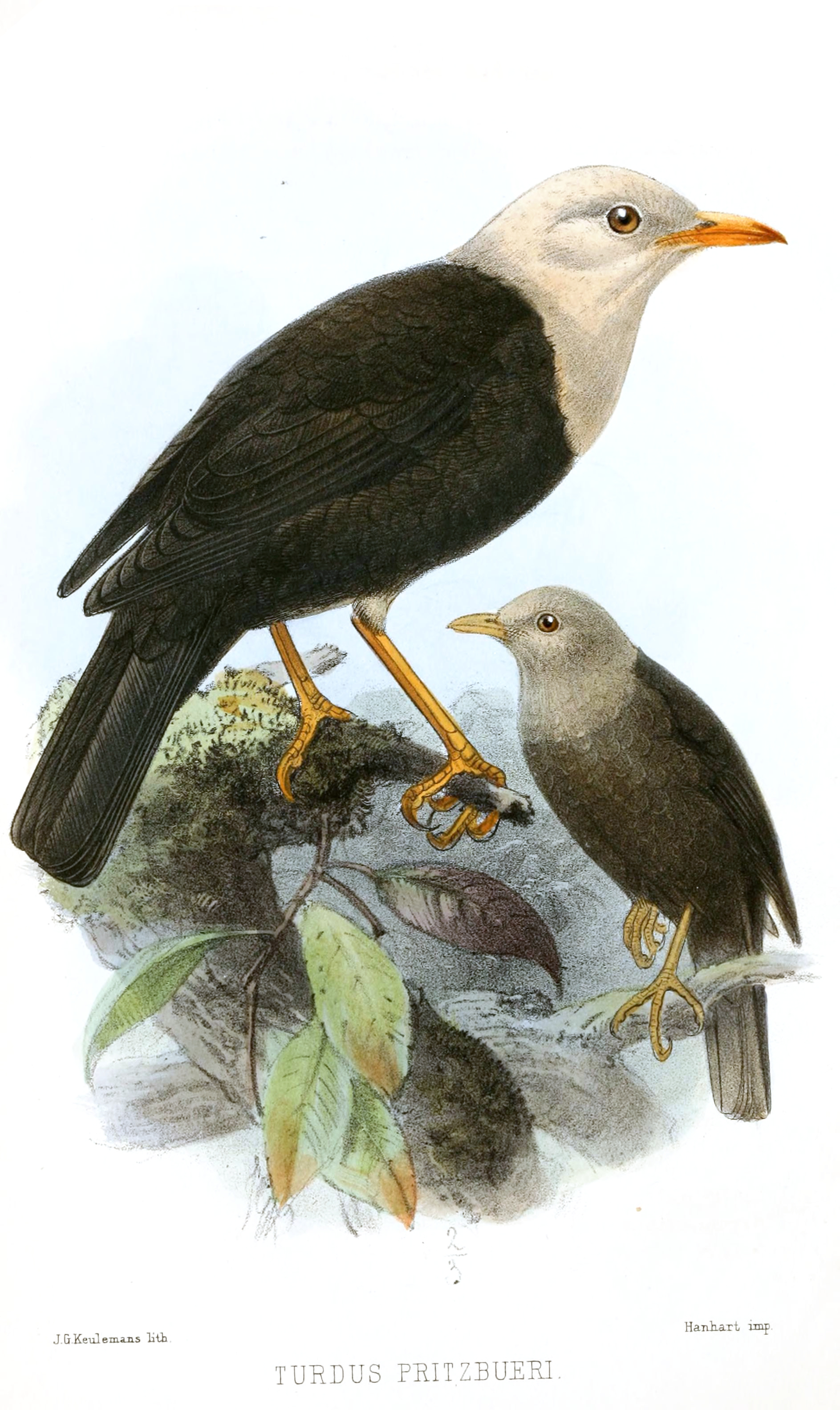
Turdus poliocephalus pritzbueri Verbreitung: Vanua Levu
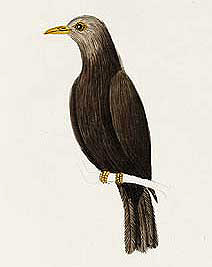
Norfolk-Inseldrossel † (ausgestorben) Turdus poliocephalus poliocephalus Verbreitung: Norfolkinsel
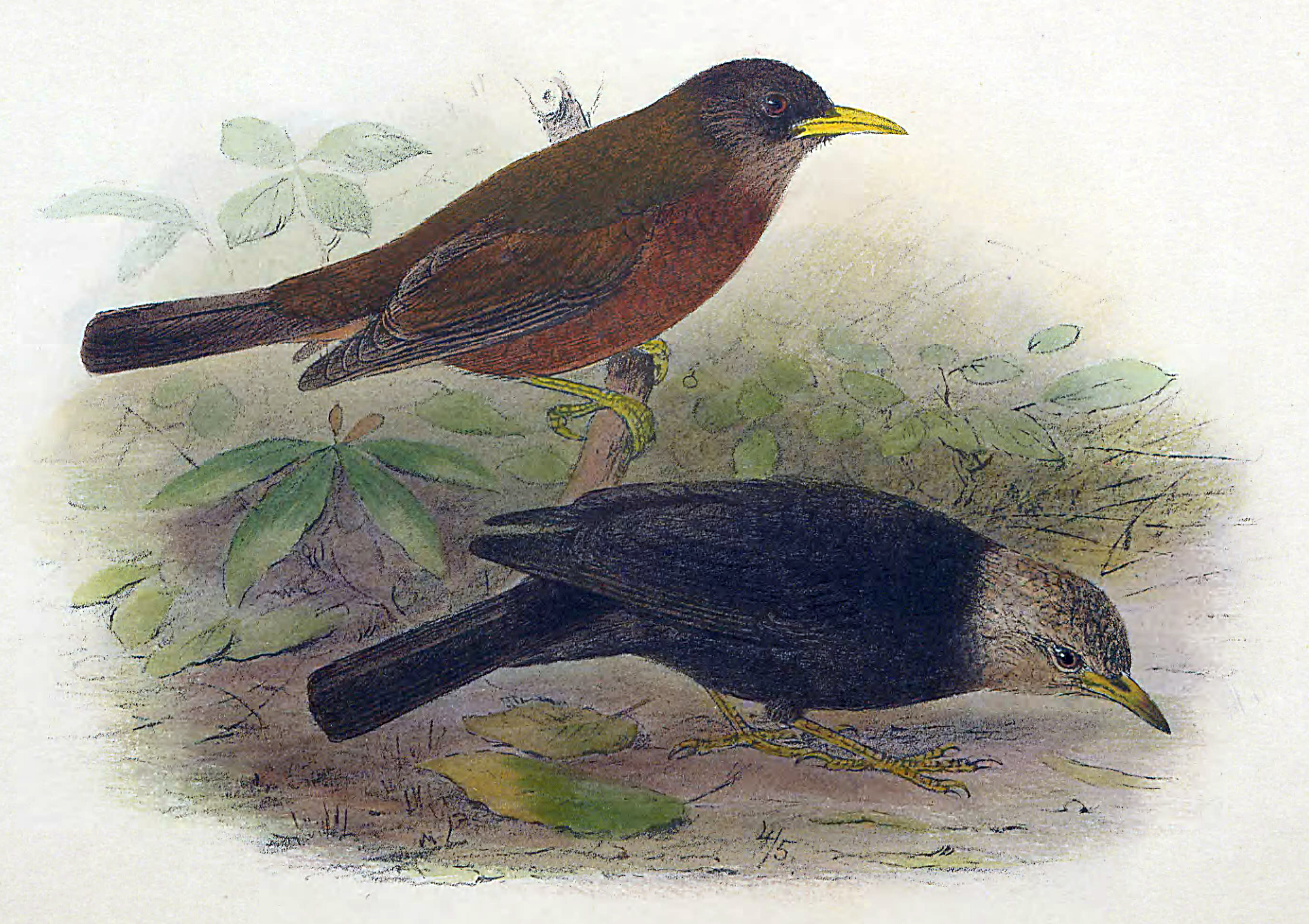
Lord-Howe-Inseldrossel † (ausgestorben) Turdus poliocephalus vinitinctus Verbreitung: Lord Howe Island

Drei Unterarten, die Norfolk-Inseldrossel (Turdus poliocephalus poliocephalus), die Unterart auf Maré Island (Turdus poliocephalus mareensis), Lord-Howe-Inseldrossel (Turdus poliocephalus vinitinctus) sind schon ausgestorben.

## Lebensweise
Diese Vögel haben einen flötenartigen Gesang. Sie sind Einzelgänger und verstecken sich meist auf hohen Bäumen. Zur Nahrungssuche suchen sie offene Flächen wie Felder auf. Die Südseedrossel ernährt sich vor allem von Pflanzensamen, Früchten, gelegentlich auch von Insekten, Würmern und Schnecken, die sie am Boden finden.

## Fortpflanzung
Das napfförmige Nest baut die Südseedrossel je nach Verbreitung auf verschiedensten Untergründen wie Felsvorsprüngen, Sträuchern oder auf einem Fels Riff. Das Weibchen legt meist nur ein Ei. Die Brutdauer beträgt zwischen 11 und 18 Tagen. Danach verbleiben die Jungen noch bis zu 18 Tage im Nest. Beide Eltern versorgen die Jungen.

## Gefährdung und Schutzmaßnahmen
Obwohl diese Art durch Zerstörung ihres Lebensraumes langsam abnimmt, kommt sie noch relativ häufig und weit verbreitet vor und wird daher von der IUCN noch als (Least Concern) nicht gefährdet eingestuft.